# PHP License
PHP License（PHPライセンス）は、The PHP GroupによるPHPの処理系のリリースに用いられているソフトウェアライセンスである。
PECLで提供されている拡張についてもこのライセンスが適用されているものが多い。
フリーソフトウェア財団によると、本ライセンスはコピーレフト性を持たず、かつ、自由ソフトウェアライセンスである。同時に、Open Source Initiativeによると、本ライセンスはオープンソースライセンスである。
このライセンスは、派生物の名称をPHPとすること、および～ for PHPという形式を除いてPHPを名称に含むことを制限するため、GNU General Public License (GPL) と互換性がない（incompatible; 両立しない）。
ベースはApache Software Licenseであり、BSDスタイルのライセンスの一つである。
上記の名称利用制限などからも分かるように、本質的にThe PHP Groupによる成果物に対して適用するために作成されたライセンスであるため、フリーソフトウェア財団やDebianのftpmasterチームなどはPHP LicenseはPHP本体およびそのアドオンに対してのみ適用されるべきで、PHPで書かれたアプリケーションなどには適用しないよう推奨している。

## 用語
PHPライセンスはソースコードの採用を広めることを目的として作成されている。再配布（redistribution; 再頒布）は、変更を加えるかどうかに関わらず、ソースコード形式もしくはバイナリ形式で以下の条件においてのみ認められる。
1. PHPライセンスの著作権が明記されること。
2. 「PHP」という語句をいかなる二次的著作物(derivative works)の名称に含めないこと。
3. ソースコードが再配布されるいかなる方法においても以下の表示を含むこと。

```
This product includes PHP, freely available from https://www.php.net/
```

PHPのバージョン3はデュアルライセンスを用いており、PHP 3のソースコードはPHPライセンスもしくはGPLにおいて利用可能であるが、PHP開発者によると、PHP 4の時点ではGPLのコピーレフトの強制がコードの再利用を制限するとの理由により、GPLにおいてソースコードは配布されていない。

## Zend Engine License
PHPの公式な処理系はそのほとんどの部分がPHP Licenseによってライセンスされるが、プログラミング言語をパース・実行するコア部分のZend Engineのコードについては、PHP Licenseの代わりにそれに非常に似通ったZend Engine Licenseが適用される。
PHP Licenseとの主な違いは、名称の制限がZendおよびZend Engineという語に対するものになっている点である。

## DFSG準拠に関する状況
PHP LicenseはPHP本体をライセンスすることを目的としていたため、それ以外のソフトウェアに対してPHP Licenseが適用された場合に自由なソフトウェアとして受け入れるのかどうかについて、Debianでは長らくdebian-legalメーリングリストで議論されていた。
2018年2月現在においては、PHP LicenseはDFSGに適合すると判断されている。